# Michele Cozzoli
Œuvres principales
Bandes originales de : 
Larmes d'amour (1953)
La Femme aux deux visages (1955)
L'Impossible Isabelle (1957)
Totò, Peppino et les Fanatiques(1958)
Le Chevalier du château maudit (1959)
La Vengeance du Sarrasin (1959)
Les Pirates de la côte (1960)
Michele Cozzoli (né le 3 mai 1915 à Naples et mort le 31 août 1961  à Rome) est un compositeur, chef d'orchestre et arrangeur italien, connu notamment pour ses musiques de film.

## Biographie
Michele Cozzoli étudie le piano et le violon avec le professeur Raffaele Caravaglios (it). Il entame, au début des années 1950, une carrière de chef d'orchestre, avant de se concentrer sur les activités d'arrangeur et de compositeur de bandes originales pour le cinéma et de musiques de scène pour le théâtre.
Également compositeur de chansons, il a participé avec quelques compositions au Festival de Sanremo et au Festival de Naples.

## Filmographie partielle
- 1952 : L'Île des passions (Menzogna) de Ubaldo Maria Del Colle
- 1952 : Légion étrangère de Basilio Franchina (it)
- 1953 : Larmes d'amour (Torna!) de Raffaello Matarazzo
- 1955 : La rossa (it) de Luigi Capuano
- 1955 : La Femme aux deux visages (L'angelo bianco) de Raffaello Matarazzo
- 1955 : Quando tramonta il sole (it) de Guido Brignone
- 1956 : Maruzzella (it) de Luigi Capuano
- 1956 : Sangue di zingara (it) Sangue di zingara de Maria Basaglia
- 1957 : Serenata a Maria (it) de Luigi Capuano
- 1957 : Primo applauso (it) de Pino Mercanti
- 1957 : Malafemmena (it) d'Armando Fizzarotti
- 1957 : Aventure à Naples (Ricordati di Napoli) de Pino Mercanti
- 1957 : Sous les griffes du tyran (Il conte di Matera) de Luigi Capuano
- 1957 : L'Impossible Isabelle (La nonna Sabella) de Dino Risi
- 1958 : La nipote Sabella (it) de Giorgio Bianchi
- 1958 : Totò, Peppino et les Fanatiques (Totò, Peppino e le fanatiche) de Mario Mattoli
- 1958 : Sorrisi e canzoni (it) de Luigi Capuano
- 1959 : Le Chevalier du château maudit (Il cavaliere del castello maledetto) de Mario Costa
- 1959 :  Il mondo dei miracoli de Luigi Capuano
- 1959 : La Vengeance du Sarrasin (La scimitarra del Saraceno) de Piero Pierotti
- 1960 : Le Retour de Robin des Bois (Il cavaliere dai cento volti) de Pino Mercanti
- 1960 : Le signore (it) de Turi Vasile
- 1960 : Les Pirates de la côte (I pirati della costa) de Domenico Paolella
- 1961 : La Terreur des mers (Il terrore dei mari) de Domenico Paolella